# Bataille de Bov
La bataille de Bov (en allemand : Bau) a opposé le Schleswig-Holstein et le Danemark, le 9 avril 1848 près de Flensbourg. Elle marque le début de la Première Guerre des Duchés qui eut lieu entre le Danemark et le Schleswig-Holstein (soutenu par l'empire d'Autriche, le royaume de Prusse et la confédération germanique) de 1848 à 1851.
Lors de la bataille de Bov, les troupes danoises expérimentées et bien armées écrasèrent les troupes du Duché de Holstein, pourtant supérieures en nombre. La victoire des Danois fut surtout rendue possible par l'effet de surprise conjugué à l'impréparation et la désorganisation des troupes du Schleswig-Hosltein.